# Tholeropsis uncinata
Tholeropsis uncinata är en fjärilsart som beskrevs av Emilio Berio 1976/77. Tholeropsis uncinata ingår i släktet Tholeropsis och familjen nattflyn. Inga underarter finns listade i Catalogue of Life.